# 조미카르파족
조미카르파족(Zomicarpa族, 학명: Zomicarpeae 조미카르페아이[*])은 천남성아과의 족이다.

## 하위 분류
- 조미카르파속(Zomicarpa Schott)
- Ulearum Engl.
- Zomicarpella N.E.Br.